# 量子コンパス
量子コンパス（りょうしコンパス）とは、原子干渉法の技術を用いて相対的な位置を測定する装置を指すことが多い。これには、量子技術に基づく加速度計とジャイロスコープの集合体が含まれており、慣性航法装置を形成する。

## 解説
量子技術に基づく慣性計測装置（IMU）、すなわちジャイロスコープと加速度計を含む装置に関する研究は、物質波を用いた加速度計およびジャイロメーターの初期実証に続くものである。機上での加速度測定の最初の実証は、2011年にエアバスA300で行われた。
量子コンパスは、レーザー冷却によって極低温に冷却された原子の雲を含んでいる。この冷却された粒子の動きを精密な時間間隔で測定することにより、装置の運動を計算することができる。これにより、完全に潜水した潜水艦など、衛星測位システムが利用できない状況でも正確な位置情報を提供できる。
米国の国防高等研究計画局（DARPA）や英国国防省など、世界中の様々な防衛機関が、潜水艦や航空機での将来的な利用を目指して試作機の開発を推進してきた。
2024年、インペリアル・カレッジ・ロンドンのセンター・フォー・コールド・マターの研究者らが、ロンドンのディストリクト線の地下鉄内で実験的な量子コンパスの試験を行った。同年、サンディア国立研究所の科学者たちは、シリコンフォトニクスのマイクロチップ部品を用いて空間的な量子センシングを実行できたと発表した。これは、小型で持ち運び可能かつ安価な量子コンパス装置の開発に向けた大きな進歩である。